# Automolis angolensis
Automolis angolensis là một loài bướm đêm thuộc phân họ Arctiinae, họ Erebidae.